# Messier 30
Messier 30 (M30 ili NGC 7099) je kuglasti skup u zviježđu Jarcu. Otkrio ga je Charles Messier 1764. godine. Prvi ga je u zvijezde razlučio William Herschel 20 godina kasnije.

## Svojstva
M30 se nalazi na udaljenosti od 26.000 svj. godina i proteže se na 90 svj. godine. Njegove prividne dimenzije su 12'. Veoma je gust, pripada u skupove klase V po gustoći. Najsjajnije zvijezde u skupu su magnitude +12,1, zvijezde vodoravne grane imaju prividan sjaj od magnitude +15. U skupu je otkriveno malo promjenjivih zvijezda, tek 12. Skup nam se približava brzinom od 182 km/s.
Jezgra M30 je veoma gusta i doživjela je urušavanje. Slična pojava zamijećena je u najmanje 20 (M15, M70, možda M62) od 150 kuglastih skupova Mliječnoj stazi. Posljedice toga su malene dimenzije jezgre kod M30, proteže se tek 12" ili 0.9 ly. Polovica mase skupa je koncentrirano u sferi polumjera od 8,7 svjetlosnih godina.
Unatoč gustoći zvijezda, sudari između zvijezda su rijetki jer sadrži tek nekoliko dvostrukih zvijezda koje zrače X zrake.

## Amaterska promatranja
M30 se može lako pronaći, ali je problematičan zbog južnog položaja. Najsjanije zvijezde se mogu uočiti u teleskopu s 100 mm promjera. U 200 mm teleskopu uočavaju se dva niza zvijezda koji se pružaju iz središta u smjeru sjevera i sjeverozapada. Prividni sjaj skupa je magnitude +7,2.